# بيدرو فليتاس
بيدرو فليتاس (بالإسبانية: Pedro Fleitas)‏ هو لاعب كرة قدم باراغواياني في مركز الهجوم، ولد في 11 يوليو 1953 في باراغواي. شارك مع منتخب باراغواي لكرة القدم. أما مع النوادي، فقد لعب مع نادي ليبرتاد.

## وصلات خارجية
- بيدرو فليتاس على موقع ناشيونال فوتبول تيمز (الإنجليزية)